# John Thomson (Politiker, 1780)
John Thomson (* 20. November 1780 in Irland; † 2. Dezember 1852 in Lisbon, Ohio) war ein US-amerikanischer Politiker der Demokratischen Partei. Von 1825 bis 1837 war er Mitglied des Repräsentantenhauses der Vereinigten Staaten für den 6., 12. und 17. Kongressdistrikt des Bundesstaates Ohio.

## Biografie
John Thomson wurde in Irland geboren. 1787 siedelte er mit seinen Eltern in die Vereinigten Staaten über. Sie ließen sich in Ohio nieder, wo Thomson die Schule besuchte und anschließend Medizin studierte. Er zog nach Lisbon und praktizierte dort als Arzt. 1814, 1815 und von 1817 bis 1820 saß er im Staatssenat, 1816 im Repräsentantenhaus von Ohio.
Zum ersten Mal wurde Thomson 1824 in den Kongress gewählt, als Vertreter des 6. Kongressdistrikts. 1828 wurde er für den 12. Distrikt ins Repräsentantenhaus gewählt, 1832 für den neu geschaffenen 17. Distrikt. 1836 ließ er sich nicht mehr als Kandidat aufstellen und kehrte nach Ohio zurück, um wieder in seinem Beruf tätig zu sein. 1852 starb er in Lisbon und wurde auf dem New Lisbon Cemetery beigesetzt.